# Santa Eugènia d'Embonui
Santa Eugènia d'Embonui és l'església del poble d'Embonui, pertanyent al terme municipal de Soriguera, a la comarca del Pallars Sobirà. Formava part del seu terme primigeni. Està situada en el petit poble d'Embonui.

## Descripció
Petita capella de planta rectangular amb capçalera a llevant i porta a ponent. Aquesta és d'arc de mig punt format per dovelles ben tallades i coronat per una creu. Per damunt de la porta s'obre un diminut ull de bou. Una petita espadanya d'un únic arc presideix la façana de ponent. Aparell de pedra pissarrosa petita i irregular. Restes d'arrebossat en la façana.